# Algesia
L'algesia, dal greco algesis, è la sensibilità al dolore. 
Sebbene con algesia ci si riferisca solitamente a sensazioni di dolore di normale intensità, non legate a particolari patologie, il termine viene a volte usato per riferirsi all'iperalgesia.
Gli analgesici (più comunemente chiamati antidolorifici) sono farmaci adoperati per contrastare l'algesia.